# Daption capense

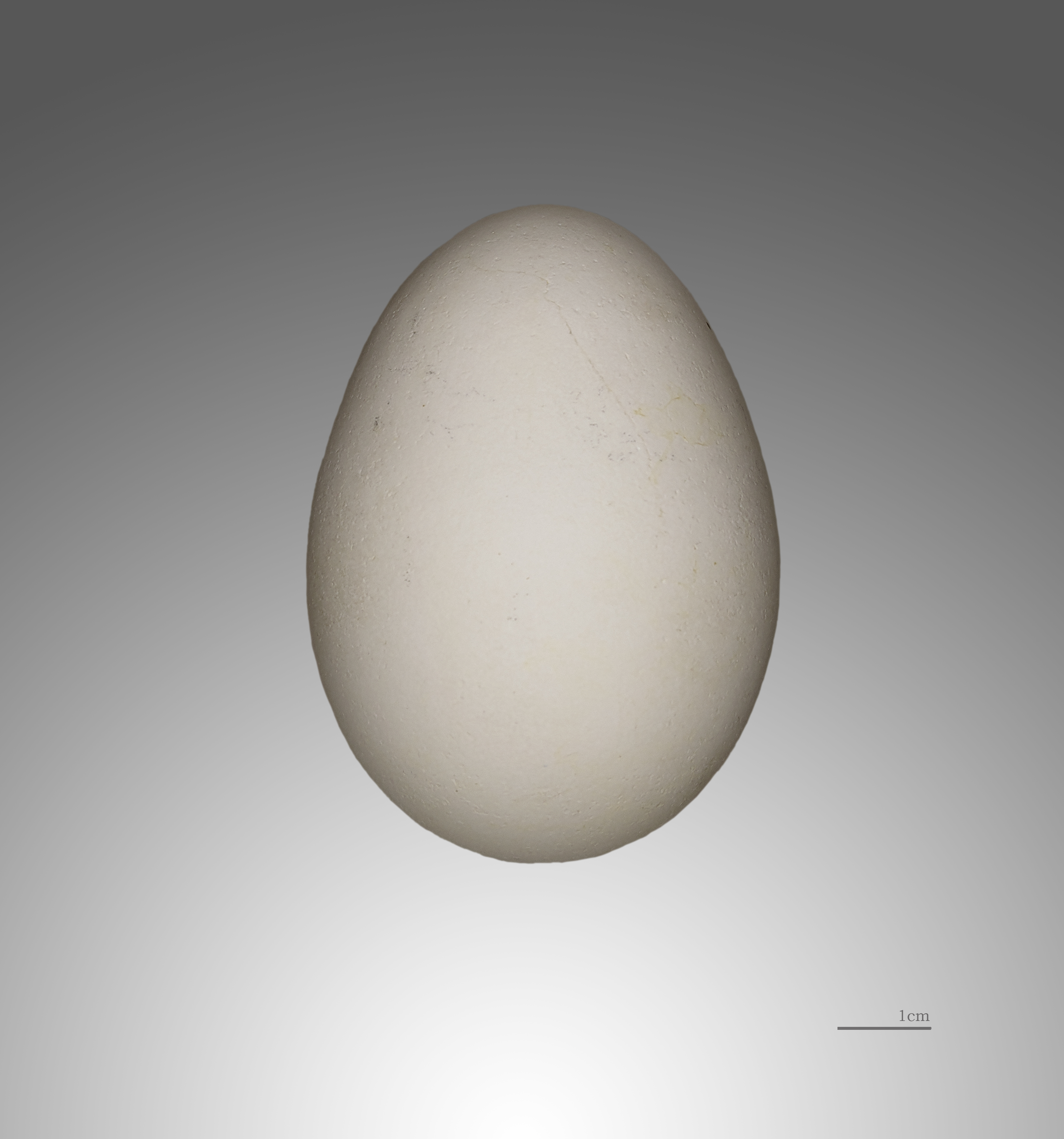
Daption capense

Daption capense là một loài chim trong họ Procellariidae.
Chế độ ăn của loài này 80% động vật giáp xác, cũng như cá mực và loài nhuyễn thể. Chúng cũng bay theo tàu và ăn chất thải thức ăn được ném xuống biển và cũng ăn xác chết. Nó là loài hung hăng khi ăn và sẽ ói dầu dạ dày của chúng vào đối thủ cạnh tranh, ngay cả cùng loài.
Trong mùa sinh sản, chúng sinh sản trên khắp thềm lục địa Nam Cực và trong mùa đông dao động trong khoảng về phía bắc, xa tận Angola và quần đảo Galapagos. Chúng sinh sản trên nhiều hòn đảo của Nam Cực và các đảo Nam Cực, một số đi xa đến quần đảo Auckland, quần đảo Chatham, đảo Campbell. Khu vực sinh sản chính của chúng trên bán đảo Nam Cực, Nam Georgia, quần đảo Balleny, quần đảo Kerguelen, cũng như các đảo ở Biển Scotia.

## Hình ảnh

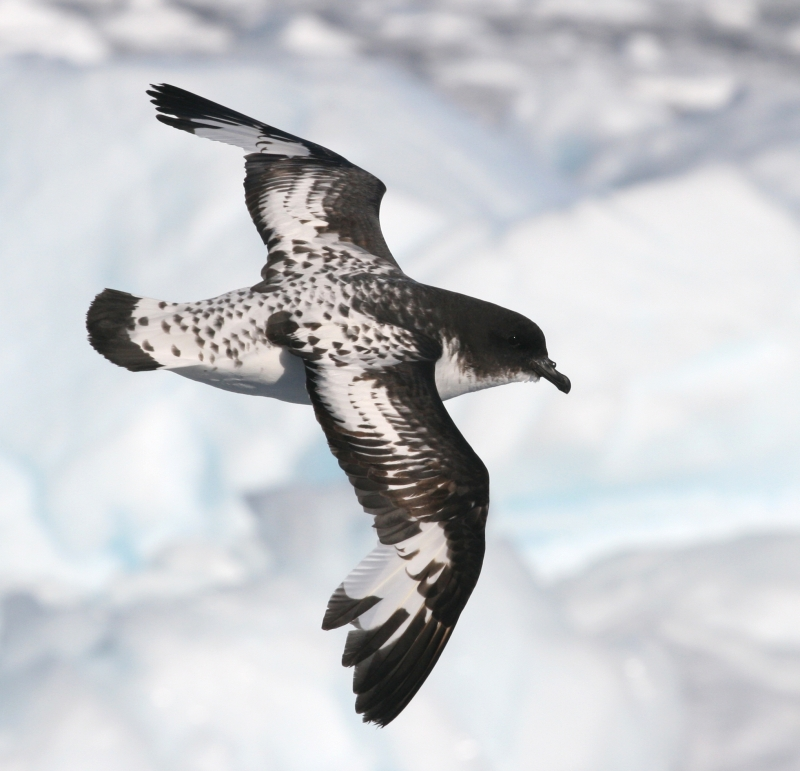
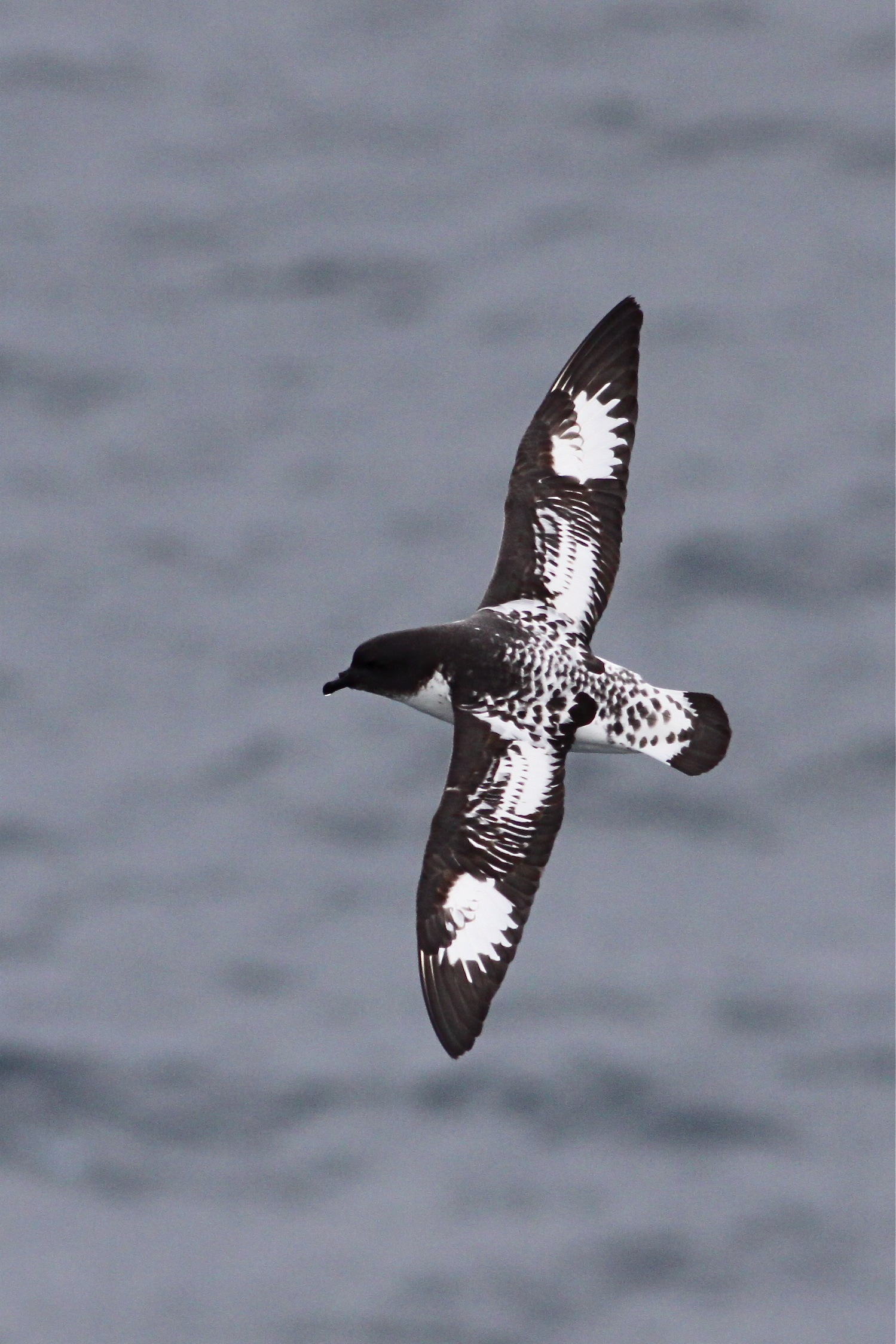